# Shaun Gill
Shaun Gill, född 9 april 1993, är en belizisk friidrottare som tävlar i kortdistanslöpning. Han deltog vid olympiska sommarspelen 2020 och 2024.